# Franz Haymann
Franz Karl Abraham Samuel Haymann (* 25. August 1874 in Frankfurt am Main; † 26. August 1947 in Oxford) war ein deutscher Rechtswissenschaftler. Er war Professor der Rechte unter anderem an der Universität Rostock und an der Universität zu Köln.

## Leben und Wirken
Franz Haymann studierte Rechtswissenschaften und Philosophie in Lausanne, Straßburg und Berlin. Nach seinem Referendariat (1896) befasste er sich u. a. in Marburg mit philosophischen Studien, die er 1897 mit der Promotion abschloss.
Ab 1905 war Haymann am Landgericht Frankfurt am Main tätig, zunächst als Hilfsrichter und von 1910 bis 1914 als Richter. Er habilitierte sich 1908 an der Akademie für Sozial- und Handelswissenschaft in Frankfurt am Main und lehrte dort sowie an der 1914 gegründeten Universität als Privatdozent und Honorarprofessor.
Seit 1916 lehrte er an der Universität Rostock Jura, ab 1923 an der Universität zu Köln. Er vertrat in den folgenden Jahren an der Universität zu Köln die Fächer Römisches Recht, Deutsches Bürgerliches Recht sowie die Rechtsphilosophie. Bereits 1924/25 war Haymann Dekan der Rechtswissenschaftlichen Fakultät.
1929 setzte sich Haymann als einer der ersten mit den rechtlichen Argumentationen im Kontext des Ruhreisenstreits auseinander, da sowohl die Arbeitgeber als auch die Arbeitnehmer jeweils in ihren Begründungen und Argumentationen vor Gericht auf einen seiner Aufsätze Die Mehrheitsentscheidung, ihr Sinn und ihre Schranken (Festgabe für Rudolf Stammler, 1926) Bezug genommen hatten.
Im September 1935 wurde Franz Haymann wegen seiner jüdischen Abstammung in den vorzeitigen Ruhestand versetzt. Er konnte 1938 nach England emigrieren, wo er 1947 in Oxford starb.
Er war mit Ruth Therese Hensel, der Tochter von Kurt Hensel, verheiratet und der Vater des Mathematikers Walter Hayman.

## Veröffentlichungen
- Der Begriff der Volonté générale als Fundament der Rousseauschen Lehre von der Souveränität des Volks, Leipzig (Veit & C.) 1897 (Halle, Juristische Dissertation vom 4. Oktober 1897)
- Weltbürgertum und Vaterlandsliebe in der Staatslehre Rousseaus und Fichtes, Berlin (Pan-Verlag) 1924